# Marc-Antoine Charpentier
Marc-Antoine Charpentier (AFI: /maʁk ɑ̃ˈtwan ʃaʁpɑ̃ˈtje/; Parigi, 1643 – Parigi, 24 febbraio 1704) è stato un compositore francese del periodo barocco, considerato il massimo esponente della musica sacra francese del suo periodo tanto da venir soprannominato dai suoi contemporanei "la fenice di Francia".

## Biografia
Marc-Antoine Charpentier nacque all'incirca nel 1643 nella diocesi di Parigi, corrispondente all'attuale regione dell'Île-de-France, senza che, tuttavia, si sia in grado di localizzare l'esatta postazione.
Ricevette un'istruzione molto valida, forse grazie all'aiuto dei gesuiti, ed all'età di diciotto anni s'iscrisse presso la scuola di legge a Parigi da cui  però si ritirò dopo circa un semestre. I due o tre anni successivi (forse tra il 1667 ed il 1669) li passò a Roma a studiare musica sotto la direzione di Giacomo Carissimi. Frequentò il Collegio Germanico-Ungarico a Roma e perfezionò la conoscenza del contrappunto e della polifonia italiana sia dalle composizioni del maestro Carissimi che da quelle di altri autori quali Palestrina, Monteverdi e Victoria. Da Carissimi, in particolare, assimilò e portò in Francia il genere dell'oratorio.
Durante questo periodo entrò in contatto col poeta e musicista Charles Coypeau d'Assoucy,  allora compositore per conto dell'ambasciata di Francia a Roma. Una leggenda afferma che Charpentier andò inizialmente a Roma per studiare pittura e che lì fu scoperto da Carissimi. Tale vicenda non trova, però, alcun supporto documentale ed è ritenuta probabilmente non vera. I suoi 28 volumi di manoscritti autografi non contengono alcun disegno, sebbene presentino esempi di considerabile abilità nel tracciare gli arabeschi utilizzati dagli scribi professionisti. Dalla sua permanenza a Roma invece trasse una solida conoscenza della pratica musicale italiana dell'epoca, la quale venne poi portata in Francia.
Tornato a Parigi, frequentò gli ambienti italianizzanti e si trovò in polemica con i sostenitori di uno stile musicale squisitamente francese che vedevano in Lully il loro massimo esponente. Alloggiò per quasi vent'anni presso la casa di Maria di Lorena (detta Mademoiselle de Guise), principessa di Joinville, duchessa di Joyeuse e di Guise, in rue du Chaume.
Maria era nipote di Enrico di Guisa, il quale venne fatto assassinare per ordine d'Enrico III, ed era tanto amante della musica da far alloggiare presso la propria casa dei musici e dei cantori. Charpentier venne assunto in qualità di compositore e di cantante avente voce haute-contre.
Nella capitale francese entrò in contatto con Molière e, successivamente, con Corneille con i quali collaborò nelle opere teatrali ed in ciò si scontrò col monopolio che Lully esercitava (in effetti nel 1672 Lully comprò da Pierre Perrin il privilegio reale che consentiva il controllo dell'opera in tutta la Francia).
La dittatura che Lully esercitò nel mondo musicale segnò la sua rottura con Molière che scelse nel 1672 Charpentier come musicista e così nacquero tra le altre: Le malade imaginaire (una comedie-ballet), Le Mariage forcé H.494ii, La Comtesse d'Escarbagnas H.494i.
La vita per i due non fu comunque facile vista la forte opposizione di Lully che pian piano fece diminuire il numero degli strumentisti e dei cantanti a disposizione dei gruppi teatrali diversi dal suo. La collaborazione con Molière, comunque, non durò molto in quanto il commediografo morì nel 1673.
Il fortissimo monopolio operistico di Lully perdurerà fino alla sua morte, avvenuta nel 1687 a seguito di una ferita che, involontariamente, si inflisse con il bastone che utilizzava per dirigere e che degenerò in gangrena.
Nonostante la forte opposizione di Lully, Charpentier non smise di dedicarsi alle pieces teatrali e prese a collaborare, nel 1682, con Thomas Corneille, Jean Donneau de Visé e con Pierre Corneille. Con i primi due scrive delle pièces à machines (Circé H.496 e L'Inconnu H.499). Nello stesso anno scrive una nuova musica di scena per le repliche d'Andromede (H.504) di Pierre Corneille.
Nel 1693 venne rappresentata la sua unica tragédie-lyrique, su libretto di Thomas Corneille: Médée H.491. Essa, all'epoca, non ricevette grandi consensi ed in qualche caso venne perfino criticata; oggi viene ritenuta una delle migliori opere teatrali del periodo. Il resto dell'attività teatrale di Charpentier si concentrò soprattutto sulla commedia (Comédie-Francaise).
Nel 1679 ottenne l'incarico di scrivere le composizioni, presso Saint-Germain, per le cerimonie religiose del Delfino di Francia (unico figlio ancora in vita di Luigi XIV e Maria Teresa d'Asburgo).
La sua fama di compositore, in quest'ambito, si fece notevole tant'è che lo stesso re volle partecipare alle cerimonie per poter ascoltarne le opere. Le composizioni scritte per il Delfino sono sostanzialmente dei piccoli mottetti in genere a due soprani, un basso e due strumenti (in genere due flauti suonati dai fratelli Anthoine e Joseph Pièche).
Nel 1680 Charpentier fu nominato maestro di musica presso le Duchessa di Guisa (incarico che manterrà fino alla morte di costei avvenuta nel 1688) e ricevette incarichi dai due conventi: Port-Royal de Paris e l'Abbaye-aux-Bois.
Per le suore di Port-Royal de Paris scrisse: la Messe H.5, il Pange lingua H.72, il Magnificat H.81, il Dixit Dominus H.226 ed il Laudate Dominum H.227. Per l'Abbaye-aux-Bois, invece, scrisse un importante ciclo di composizioni per la Settimana Santa: le Leçons de ténèbres (H. 96-110) e i Répons (H.111-119).
Nell'aprile del 1683 venne indetto un concorso per le nomine di alcuni maestri di musica presso la cappella reale. Dopo esser riuscito a superare la prima prova insieme ad altri 15 candidati, cadde malato e non poté partecipare alla seconda parte del concorso che prevedeva la composizione di un mottetto sul testo del salmo XXXI. Luigi XIV, comunque, compensò Charpentier con una pensione.
Non è ben chiara la notizia della malattia del compositore. Sembrerebbe ch'essa fosse una sorta di pretesto attuato per allontanare dalla corte reale un personaggio tutto sommato non molto apprezzato per alcune sue caratteristiche. In effetti, Charpentier mantenne sempre degli ottimi contatti con l'ordine dei Gesuiti e a differenza di molti musicisti non era uno strumentista virtuoso ma solamente un cantante per giunta avente uno stile compositivo assai severo. A ciò si aggiunga la frequentazione della famiglia Guise, rivale del re.
Il 30 luglio 1683 Charpentier venne chiamato a produrre dei brani per la morte della regina Maria Teresa. Nacquero così: In obitum augustissimae nec non piissimae Gallorum Reginae Lamentum H.409, il De profundis H.189 e il Luctus de morte augustissimae Mariae Theresiae reginae Galliae H.331.
Dal 1688 al 1698 fu maestro di musica presso il collegio gesuitico di Saint Louis-le-Grand in rue Antoine. Per le celebrazioni religiose che si tennero presso la chiesa di Saint Louis scrisse brani di vario tipo destinandoli alle diverse funzioni: salmi, inni, mottetti, ecc.
Il 28 giugno 1698 venne nominato maestro di musica per i bambini presso la Sainte-Chapelle. L'incarico fu oneroso in quanto Charpentier non solo dovette produrre musica per tutte le cerimonie religiose ma anche insegnare ai bambini solfeggio e canto.
Charpentier si spense, presso l'abitazione della Sainte-Chapelle, il 24 febbraio del 1704 verso le undici di sera.

## Lo stile
Charpentier ha lasciato un repertorio di opere estremamente vasto (più di 550 composizioni) ed assai vario nei contenuti: severo e profondo nella musica religiosa, leggero e mobile nei brani profani.
Si fece portatore dello stile italiano in Francia, specie per quanto riguarda la musica sacra, come si nota dal gusto per la dissonanza ed il cromatismo, dall'alternanza sapiente dei silenzi e della modulazione e dal contrappunto rigoroso (fu maestro nel comporre brani per più cori). Tali stilemi non furono molto apprezzati dai suoi contemporanei, specie nelle opere teatrali, che li considerarono come una sbiadita copia della musica italiana. È da notare, inoltre, che all'epoca la Francia procedeva nell'elaborazione di una identità nazionale anche in musica e tutto ciò che proveniva dall'esterno non veniva visto di buon occhio.
Nella musica sacra tali esigenze erano meno avvertite ed effettivamente gli stilemi italianeggianti che a Charpentier furono rimproverati, vennero utilizzati da Lully nei Petit Motets.
Dei molti brani che Charpentier compose, pochi vennero pubblicati (alcune arie della Médée); il rimanente ci è arrivato attraverso manoscritti autografi di cui il corpus più voluminoso è formato dai manoscritti che vanno sotto il nome di Mélanges che insieme formano ben 28 volumi.
Charpentier scrisse anche alcune opere di composizione di cui è da ricordare le Règles de composition. In questo scritto egli propose un'interessante correlazione tra i modi musicali e i caratteri di cui essi sarebbero portatori secondo il seguente schema:
- Do maggiore - Allegro e guerriero
- Do minore - Triste ed oscuro
- Re maggiore - Gioioso ed assai guerriero
- Re minore - Grave e devoto
- Mi maggiore - Litigioso e stridulo
- Mi minore - Effeminato, amorevole e lamentevole
- Mi♭ maggiore - Duro e crudele
- Mi♭ minore - Spaventoso
- Fa maggiore - Furioso ed impetuoso
- Fa minore - Oscuro e lamentevole
- Sol maggiore - Dolcemente gioioso
- Sol minore - Serio e magnifico
- La maggiore - Gioioso e rustico
- La minore - Tenero e lamentevole
- Si♭ maggiore - Magnifico e gioioso
- Si♭ minore - Oscuro e terribile
- Si maggiore - Severo e lamentevole
- Si minore - Solitario e melanconico

Nella musica sacra Charpentier fu maestro incontrastato e creò un grande quantitativo di opere. Tra esse si possono ricordare: la Messe à 8 voix et 8 violons et flûtes H.3, la Messe à quatre choeurs H.4, la Messe pour les trépassés H.2, la Messe des morts à 4 voix H.7, la Messe des morts à 4 voix et symphonie H.10, la Messe pour le Port Royal H.5, e la Messe de minuit H.9 (quest'ultima basata su rielaborazioni di canti natalizi popolari: i noels). Particolarmente rilevante fu l'apporto di Charpentier al genere del petit motet (con più di 300 composizioni), specie nella forma corale con accompagnamento del basso continuo (Magnificat H.72, Salve Regina, à trois choeur H.24). Charpentier si cimentò, comunque, anche con il grand motet di cui è assai noto il suo Te Deum H.146.
A causa del suo gusto italianeggiante che mal si adattava con I canoni francesi dell'epoca, la musica di Charpentier cadde presto in disuso dopo la sua morte. Solo nel XX secolo cominciò un'opera di riscoperta ed analisi ed oggi Marc-Antoine Charpentier è uno dei compositori francesi più noti ed apprezzati del barocco francese.

## Te DeumH.146
Il Te Deum H. 146 in re maggiore per soli, coro ed orchestra è una composizione in forma di Te Deum scritta da Charpentier probabilmente nel periodo trascorso al servizio dei gesuiti.
Il suo preludio è particolarmente conosciuto per essere utilizzato come sigla iniziale e finale dell'Eurovisione.

## In Nativitatem Domini CanticumH.416
Quest'opera venne scritta nel periodo in cui Charpentier fu maestro di musica presso la chiesa di Saint-Louis ed appartiene alle molte composizioni ch'egli scrisse per le celebrazioni natalizie.
Come si è visto precedentemente Charpentier venne influenzato, ad opera di Giacomo Carissimi, dal genere dell'oratorio ch'egli cercò di trasferire in Francia. Le opere ch'egli scrisse in tal senso non sono propriamente degli oratori per cui vengono più generalmente definite come histories sacrèes (sacre rappresentazioni).
In questo cantico la struttura tipica dell'oratorio manca in quanto non vi è la presenza dell'historicus e l'azione è estremamente ridotta.
Il testo venne mutuato da differenti sezioni delle Sacre Scritture, una consuetudine all'epoca frequente: dal Vangelo secondo Luca, dal salmo XII e dal Libro di Isaia.
L'opera si compone di due parti. La prima consiste in un'introduzione, fremente d'attesa, al mistero del Natale. Dopo un preludio basato su di un movimento cromatico discendente, inizia il recitativo del basso (Usquequo avertis faciem tuam) cui poi segue il coro dei giusti (Memorare). Successivamente l'annuncio del Natale si fa più incisivo (Consolare fila Sion) fino a sfociare nel coro invocante che chiude la prima parte (Rorate coeli). Tra le due sezioni è interposto un brano strumentale (La nuit) basato su un sapiente gioco di chiaroscuri e silenzi, favorito dall'uso dei registri più bassi degli archi e dall'uso delle sordine. Il tutto serve ad introdurre il misterioso prodigio che avviene nel buio della notte.
La seconda parte inizia, in netto contrasto con il raccoglimento de La nuit, col l'esplosione dell'orchestra e poi del coro (Coeli aperti sunt) che introducono la scena dell'annuncio dell'angelo ai pastori (Nolite timere) e del canto del coro celeste (Gloria in altissimis).
I pastori rispondono all'invocazione e si dirigono verso Betlemme accompagnati dal suono di una marcia (Marche des berges) e, una volta arrivati, adorano il bambino appena nato (O infans, o Deus, o Salvator noster). Tutto il brano si gioca su un delicato equilibrio di silenzi assorti e di un canto appena soffuso. Dopo questo momento contemplativo, inizia il tempo della gioia (Pastores undique) che si chiude sul solenne coro conclusivo (Exultemus, jubilemus).

## Messe de minuitH.9
La Messe de minuit H.9 è forse una delle composizioni più originali di Charpentier ed è una delle undici messe che il compositore scrisse per la notte di Natale. Quest'opera venne composta, probabilmente, nel 1690, o forse poco dopo. Appartiene, comunque, al corpus di opere che Charpentier scrisse per i Gesuiti della chiesa di Saint Louis.
La profonda originalità della Messe de minuit sta tutta nella decisione, per allora senza precedenti, di inserire brani natalizi popolari: i noëls. Si trattava di composizioni popolari assai in voga tra il XVII ed il XVIII secolo la cui esecuzione durante la messa non era, però, consentita. Al contrario, ai tempi di Charpentier l'inserimento di questi brani all'interno di composizioni strumentali era un atteggiamento frequente come testimoniano le Symphonies des Noël di Lalande, i Noëls sur les instruments di Charpentier stesso e, non a ultima, la forma del noël varié.
In particolare, Charpentier utilizzò, per la composizione della Messe de minuit H.9, ben undici noëls dando vita ad un profondo connubio tra arte sacra e popolare. Molti dei brani utilizzati si basano su movimenti di danza: bourée (come Joseph est bien marié utilizzato per il Kyrie), gavotta (come in Ou s'en vont ces guays bergers usato per Quoniam tu solus sanctus) e minuetto (come Vous qui desirez sans fin utilizzato in Deum de Deo).
Il tono complessivo dell'opera tende al rustico vista la presenza di così tanti brani popolari ma Charpentier interviene riservando a sé vari passaggi altamente espressivi, e a ritmo più libero rispetto a quello assai più scandito dovuto all'inserimento dei noëls, come, ad esempio: Et in terra pax nel Gloria ed Et incarnatus e Judicare vivos et mortuos nel Credo. La profonda abilità di Charpentier si rivela soprattutto nella grande abilità con cui riesce a creare un senso di continuità tra momenti tra loro così differenti. I differenti noëls utilizzati e i punti in cui sono stati inseriti sono i seguenti:
- Joseph est bien marié nel Kyrie eleyson,
- Or nous dites Marie nel Christe eleyson,
- Une jeune pucelle nel secondo Kyrie eleyson,
- Les bourgeois de Chastre in Laudamus te, benedicimus te del Gloria,
- Ou s'en vont ces guays bergers in Quoniam tu solus Sanctus del Gloria,
- Vous qui desirez sans fin in Deum de Deo del Credo,
- Voicy le jour solemnel de Noël in Crucifixus etiam pro nobis del Credo,
- A la venue de Noël in Et in Spiritum sancutm del Credo,
- Laissez paitre vos bestes nell'Offertorio,
- O Dieu que n'estois-je en vie in Sanctus, Sanctus, Sanctus del Sanctus,
- A minuit fut fait un resveil nell'Agnus Dei.